# 2012-es Erta Ale-i támadás
Az Erta Ale-i támadás 2012. január 17-én zajlott le az Etiópia Afar szövetségi államában található Erta Ale vulkánnál, a támadó fegyveresek 5 turistát megöltek, 7-et megsebesítettek és 4 embert elraboltak. A halálos áldozatok között két magyar volt, a geográfus Fábián Tamás és a bőrgyógyász Szabad Gábor, rajtuk kívül két német és egy osztrák állampolgár vesztette életét. A felelősséget a gyilkosságokért egy helyi szeparatista milícia, az Afar Forradalmi Demokratikus Egységfront (ARDUF) vállalta magára.

## Háttér

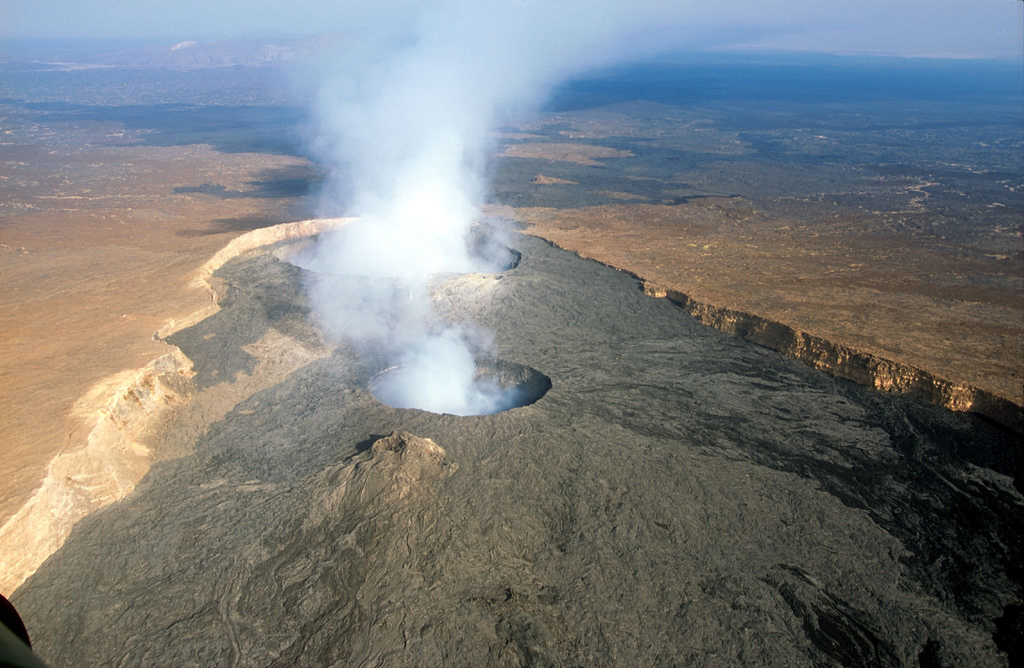
Az Erta Ale légifelvételen 2008-ban

A Danakil-mélyföldön elhelyezkedő Erta Ale bazaltvulkán látványos állandó lávatava miatt kedvelt célpont a turisták körében, annak ellenére, hogy az instabil politikai helyzet miatt látogatása veszélyes. A területen aktív a nomád őslakosok, az afarok egyik milíciája, a 2010-es években mintegy 200 fegyveressel rendelkező Afar Forradalmi Demokratikus Egységfront (ARDUF), amely már a megelőző években is számos emberrablást követett el.

## A támadás
2012 januárjában egy 5 magyarból, nagyrészt geográfusokból álló turistacsoport indult el Mek'ele városából terepjáróval a vulkánhoz. Köztük volt az 53 éves Fábián Tamás, a Szegedi Tudományegyetem oktatója, egy 39 éves kutatóorvos, Szabad Gábor és Vizler Csaba, a Magyar Tudományos Akadémia Szegedi Biológiai Központjának kutatója is. Január 16-án este érkeztek meg az Erta Aléhez és mivel már sötét volt, egy többnemzetiségű, de főként németekből álló turistacsoport mellett táboroztak le egy kunyhószerű épületben. A németek előző nap megmászták a vulkánt és a terv szerint következő reggel ismét meglátogatták volna a krátert.
A támadás 17-én, hajnali 4 órakor kezdődött el, a túlélők beszámolói alapján egyenruha nélküli fegyveresek jelentek meg és hangosan szólongatva kivezényelték a turistákat. Aki nem ébredt fel elsőre, annak belőttek a szálláshelyére. Először a németeket parancsolták ki, azután a lövöldözésre felébredt magyarokat sorakoztatták fel. A helyszínen agyonlőtték Fábián Tamást és Szabad Gábort, ezt követően a másik három magyar a rossz látási viszonyokat kihasználva futásnak eredt és egy szakadékba ugorva elrejtőzött a terroristák elől. Vizler Csaba csípőzúzódást szenvedett a zuhanás során.
A szeparatista milicisták a helyszínen végeztek két némettel és egy osztrákkal is, valamint megsebesítettek két olasz állampolgárt. A terroristákat valószínűleg nem a rablás motiválta, ugyanis számos értékes tárgyat és műszert is hátrahagytak, amikor elvonultak. Túszként magukkal vittek két német turistát és a csoport két etióp idegenvezetőjét.

## Utóélete

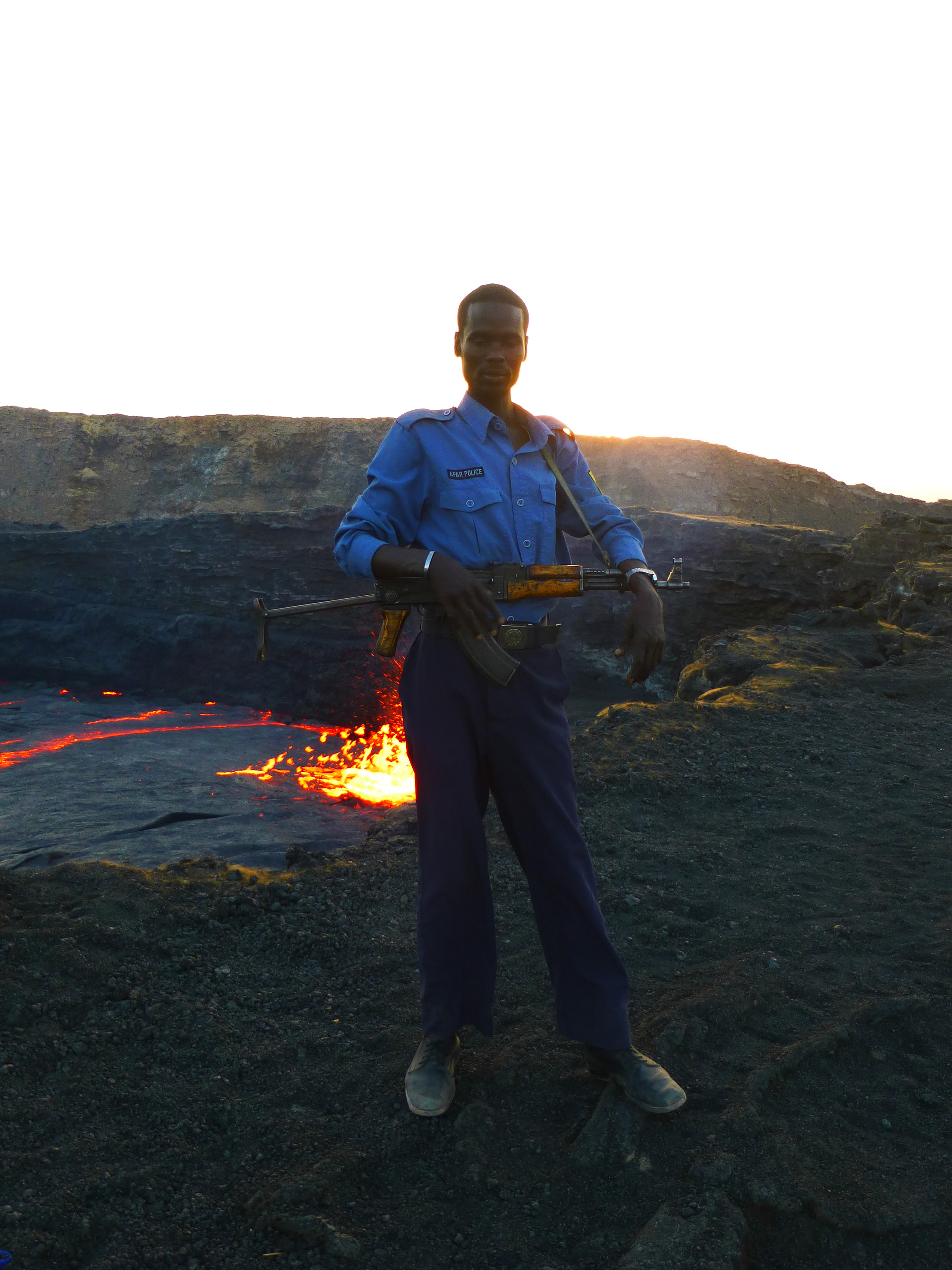
Turisták biztonságát felügyelő fegyveres etióp rendőr az Erta Alénál 2014-ben

Az ARDUF 2012. március 5-én beleegyezett a két német túsz elengedésébe, elnézést kértek tőlük „a kellemetlenségekért” és „boldog hazautat” kívántak nekik a szeretteikhez. A németeket afar törzsi elöljárók vették át, majd a német nagykövetségre szállították őket. Arról, hogy mi lett a két foglyul ejtett etióp idegenvezető sorsa, nem számoltak be a hírek.
Bereket Simon, Etiópia kormányszóvivője "nyílt terrorista cselekedetként" hivatkozott az incidensre és ígéretet tett a hatóságok nevében, hogy kivizsgálják az esetet. Az etióp kormány a szomszédos országot, Eritreát vádolta meg a fegyveres támadók  támogatásával, szerintük az eritreaiak ezzel az akcióval is a térség destabilizálását igyekeztek elérni. Az Afrikai Unió eritreai nagykövete, Girma Asmerom válaszul „szánalmas hazugságnak” nevezte az állítást.
Egy hónappal a támadás után ismét megnyitották a vulkán területét a turisták előtt és az etióp kormány egy félig állandó katonai egységet hozott létre, amely a látogatók védelmét szolgálta a tűzhányó környékén. Szórványos támadások később is előfordultak, 2017-ben például egy német turistát öltek meg az Erta Alénál, etióp idegenvezetője pedig megsebesült.

## Emlékezete
2013-ban a Magyar Tudományos Akadémia Agrártudományi Kutatóközpont Növényvédelmi Intézetének tudományos főmunkatársa, Kontschán Jenő Etiópiából származó mintákat vizsgálva felfedezett két új atkafajt. A két állatfajt az Erta Ale-i támadásban elhunyt két kutató tiszteletére nevezete el, az atkák a Neodiscopoma fabiani és a Trichouropoda szabadi nevet kapták.
2018-ban magyar geográfusok egy csoportjának részvételével megrendezték az Etiópia-Erta Ale Emlékexpedíciót, amelynek során emléktáblát is állítottak a két elhunyt magyarnak a vulkánon. Az expedíció során készített anyagokból a Szegedi Tudományegyetem oktatói és kutatói 2021-ben egy három részből álló ismeretterjesztő filmet készítettek Varázslatos Etiópia – Magyarok a napégette arcúak földjén címmel, amely a terrortámadás áldozataira való emlékezés mellett bemutatja az ország négy világörökségi helyszínét is.